# Nepenthes pyriformis
Nepenthes pyriformis este o specie de plante carnivore din genul Nepenthes, familia Nepenthaceae, ordinul Caryophyllales. A fost descrisă pentru prima dată de Sh. Kurata (pro sp.. Conform Catalogue of Life specia Nepenthes pyriformis nu are subspecii cunoscute.